# Neolitikus tűzkőbányák Spiennes-nél

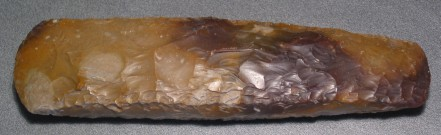
Késő kőkorszaki kovakőből készült fejsze, ehhez hasonlóakat állítottak elő a Spiennes-ben bányászott alapanyagból

A belgiumi Mons városától 6 km-re délkeletre lévő Spiennes közelében található Európa legnagyobb újkőkorszaki kovakőbányája, amely mintegy 100 hektár területre terjed ki, és leginkább a neolitikum közepe-vége felé (Kr. e. 4400-3000) volt használatban. A terület, amely Belgium Vallónia régiójában, Hainaut tartományban található, és teljes kiterjedése 172 hektár, 2000-ben felkerült az UNESCO világörökségi listájára, 2013. decemberben pedig az UNESCO fokozottan védendő státuszba helyezte.
A kova kitermelése a felszínen, gödrökben, illetve – meglehetősen egyedülálló módon – 8-16 méter mélyen fekvő tárnákban folyt, amelyeket keskeny, függőleges aknák kötöttek össze a felszínnel. A bányát a neolitikumban élő emberek számos generációja használta, melyek egymásnak adták tovább a bányaművelési és kőmegmunkálási technikákat, és a bányák fejtésének 1800 éve alatt több száz aknát, több ezer tárnát alakítottak ki, és kovakődarabkák millióit hagyták hátra a nagyobb darabok megmunkálása után.

## Jelentősége
A spiennes-i kovakőbányák egyedülálló módon mutatják be az újkőkori Európában végbemenő változásokat, amelyek az i. e. 5. évezredben kezdődtek. A "neolitikus forradalom" során a korábban csak vadászó-gyűjtögető életmódot folytató embercsoportok előbb átmeneti, majd később állandó szállásokon települtek meg. Ekkorra tehető a földművelés kialakulása, valamint az első háziállatok megjelenése is. A technológiai fejlődés fontos eleme volt a kifinomult kőszerszámok készítése, illetve az égetett kerámiaedények használata. Európába a Közel-Keletről vándoroltak be az első újkőkori telepesek, akik a mediterrán térség partvonala mentén, illetve a közép-európai síkságokon keresztül egész Európában megjelentek. A helyben talált vadász-gyűjtögető életmódot folytató csoportokat feltehetően kiszorították, illetve beolvasztották.
A mai Belgium területén kb. i. e. 5100 körül jelentek meg az első földművesek, és Spiennes közelében különösen jó minőségű kovakövet adó telérekre bukkantak. A kő kitermelése az elkövetkező 1800 évben folytatódott. A földműveseknek különösen jó szerszámokra volt szüksége az Európát beborító erdőségek kitermeléséhez, a talaj előkészítéséhez, valamint a mezőgazdasági tevékenységek folytatásához. A spiennes-i bányák, ahol több ezer bányajárat található, több mint 1800 évig szolgáltatták ehhez a kiváló minőségű kovakövet.
A korai neolitikumban jellemző volt, hogy minden csoport a saját szükségleteinek megfelelő élelmiszert, szerszámokat termelte meg, esetleg bizonyos felesleget vagy luxuscikkeket (például kagylók) csereberéltek a többi csoporttal. A neolitikum közepe felé terjedt el, hogy egy-egy csoport bizonyos termékek előállítására specializálódott, amelyekből annyit termeltek, amennyi mindenképpen meghaladta a csoport túléléséhez szükséges mennyiséget.
A specializáció egyik korai formája volt a kova bányászata és megmunkálása, amely egész Európában, a mai Oroszországtól Dánián át Franciaországban és Nagy-Britannia területén is folyt. Az ebből a korból származó bányák legnagyobb koncentrációja viszont itt található, Spiennes környékén, itt mintegy 200 bányát tártak fel, több ezer bányajárattal, összesen több mint 100 hektárnyi területen. Összehasonlításképpen, egész Franciaország területén összesen 55 neolitikumi kovakőbánya ismert, amelyek kiterjedése 1-2 hektártól (Saint-Mihiel, Meuse) legfeljebb 25 hektárig terjed (Jablines, Seine-et-Marne). A kovakő előállítására szakosodott közösségek speciális bányászati technikákat használtak a kő kitermeléséhez, hiszen már nem volt elegendő a felszínen, vagy sekélyen a földbe rejtve található kövek összegyűjtése. Az újonnan kialakult technikának megfelelő szerszámokat is használtak, úgy mint fejszéket, csákányokat, és szarvasagancsból készült lapátokat.
Spiennes bányáinak feltárása 1867-ben kezdődött és már akkor felismerték, hogy Európa egyik legnagyobb és legrégebbi bányáját találták: a föld alatti kitermelés már i. e. 4400-4200 körül elkezdődött. Az ásatások feltárták a bányászok által használt eszközöket (balták, hosszú kőpengék), amelyek már nagyfokú specializációról tanúskodnak. A bányák függőleges aknái akár 16 méteres mélységbe is leértek. A bánya fejtői speciális technikát használtak (ld. lent) nagy kovakődarabok kitermelésére.
Spiennes másik jellegzetessége, hogy a közelben feltárták a bányászok települését, amely a környező vidék felé magasodó, természetes védettséget biztosító fennsíkon helyezkedett el, és számos vizesárok, illetve földhányás övezte. A kovakitermelésre specializálódott közösség megjelenése a Belgium területén feltárt Michelsberg-kultúra egyik jellegzetessége volt (i. e. 4400-3500).

### A helyszín
Spiennes település a belga Hainaut tartomány székhelyétől, Mons-tól 6 km-re délkeletre helyezkedik el. A bányák a Trouille folyó völgyében, két mészkőfennsíkon helyezkednek el, amelyek közül az alacsonyabbik neve Petit-Spiennes vagy Spiennes "Pa d’la d’lau (francia: „Par delà l’eau” - 'a vízen túl') és a balparton helyezkedik el, legnagyobb magassága 77 m. A fennsík déli, keleti és nyugati részei meglehetősen meredeken érnek véget, és kb. 35 m-re emelkednek a környező mocsaras-vizenyős síkság, Nouvelles és Harmignies falvak, a Wampe és a Trouille folyók fölé.
A folyó jobb partján található a másik bányatelep, amelynek neve Camp-à-Cayaux ("Champs-aux-Cailloux", 'kavicsos mező'), nagyjából hasonló földrajzi adottságokkal rendelkezik, a 92 m magas fennsík nyugaton és délen meredeken ér véget, de szelídebben ereszkedik észak felé.
Az egykori spiennes-i bányaművelés elsősorban a termőtalaj alatt található kőzetnek, az ún. Spiennes-mészkőnek volt köszönhető, amely jó minőségű kovakövet tartalmaz. A kova 15 különálló telérben található, amelyeket mészkő választ el egymástól. Az egyes telérekben szabálytalan alakú, kb. 10–30 cm hosszú kovakődarabok találhatók, bár egyes helyeken a kisebb darabok helyett 1-2 méter hosszú és 30 cm-1 m vastag kovadarabok találhatóak. A bányák működése során a felhasznált technikák fejlettsége határozta meg, hogy mely fajta kovakövet bányászták.
A telérek elhelyezkedése jelentősen segítette a kova felfedezését, amely egyes helyeken (például a fennsík oldalán) a felszínre emelkedik, bár a fennsík tetején helyenként akár 5-7 méter vastag löszréteg is fedi a mészkövet. Helyenként a mészkövet és a löszt negyedkori homokrétegek választják el egymástól, amelyben paleolitikumi szerszámok maradványait találták. A helyszín földrajzi adottságai természetesen nagymértékben befolyásolták a felhasznált vagy kialakult bányászati technikákat, bár a neolitikumi bányászok nem haboztak akár 16 méter mély aknákat is ásni, hogy a kovakövet elérjék.

### A bányák

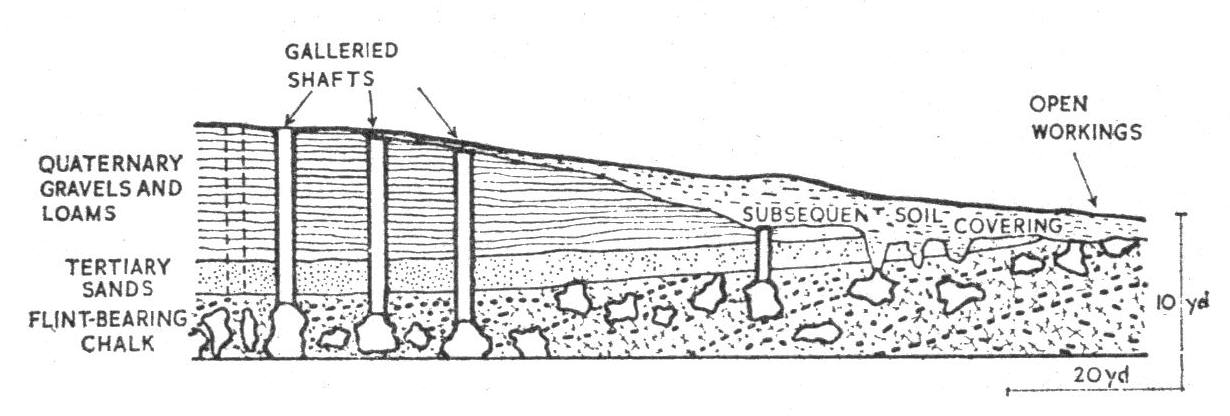
A Spiennes környékén feltárt kovakőbányák keresztmetszeti nézete

Napjainkban Spiennes és a bányák környéke legelőként hasznosul, noha a legelőkön mindig is rengeteg kovakődarabot lehetett találni - erre emlékeztet Camp-à-Cayaux, azaz a 'Kavicsföld' elnevezés is. Egészen a 19. század végéig a környék alig volt alkalmas mezőgazdasági művelésre a jelentős mennyiségű kőtörmelék miatt. A föld alatt viszont függőleges aknák által a felszínnel összekötött tárnák labirintusát találjuk. A bányászat maradandó nyomot hagyott a tájon, ahol a felszín váratlan bemélyedései nagy valószínűséggel a betemetett aknákra utalnak.

#### Camp-à-Cayaux
A három feltárt bánya közül ez a legnagyobb, teljes területe megközelítőleg 65 hektár. A neolitikumban intenzíven folyt a bányászat a Trouille folyó két oldalán, a meredek parton, valamint a fennsíkon is, a folyó és a jelenlegi Chaussée de Beaumont között. Spiennes falujából megközelítve a helyszínt, az aknák és a tárnák ma is jól láthatók a felszínen - Camp-à-Cayaux területén összesen kb. 15 000 - 25 000 aknát ástak az idők során. A terep adottságainak megfelelően különféle kitermelési technikákat alkalmaztak: helyenként a felszínre került mészkőből vájták ki a kovát, máshol akár 16 méter mély aknán keresztül közelítették meg a földalatti tárnákat. A földalatti járatok labirintusának egy része a régészeti állomás, a "Station de Recherces" alatt tekinthető meg, amely átlag 15-16 méter mélyen húzódik. A feltárás végeztével kb. 250 méter hosszúságú folyosórendszert lehet látogatni.

#### Petit-Spiennes
Ez a bánya mintegy 14 hektár területet foglal el, a bányászok egy 200 méter széles, a Trouille folyásával párhuzamos területen dolgoztak a legtöbbet. A bányaterület a folyó völgyétől a fennsík tetejéig terjed és rendkívül sűrűn ásott aknák jellemzik: szinte minden 5 méteren egy akna található, vagyis a teljes bányaterületen kb. 5000. A felszín adottságainak megfelelően változtak a kitermelési módszerek, a fennsík szélén (ahol a mészkő kb. 1-2 méter mélységben található) 2-3 méter széles, 3-4 méter mély gödröket ástak, hogy a kovakövet elérjék. A fennsík tetején, ahol a löszréteg vastagsága eléri a 3-10 métert, a függőleges aknák mélysége akár 6-10 méter is lehet, és a földalatti tárnák hálózatához biztosítanak hozzáférést. A bányaterület északi részén 8-10 méter mélységben található aknák feltárása jelenleg is folyik, kb. összesen 70 méter hosszúságú folyosó látogatható.

#### La Versant de la Wampe
A Petit-Spiennes-től délkeletre található bányaterületet az 1970-es években fedezték fel a Wampe folyó folyása mellett, amikor egy korabeli település maradványait tárták fel. Számos aknát és földalatti tárnát fedeztek fel kb. 70 m tengerszint feletti magasságban, illetve a fennsík legmagasabb pontja körül. A teljes területet még nem mérték fel, de a kitermelés intenzitása alapján a becslések szerint elérheti a 100 hektárt is.

### Összehasonlítása más európai bányákkal
Mintegy 150 bánya ismert Európában, amelyeket nagyjából az újkőkor közepe felé kezdtek művelni és egyes helyeken a bányászat egészen a bronzkorig tartott, több mint három évezreden át. A bányák adottságainak megfelelően számos technikát alkalmaztak: a felszíni gyűjtögetéstől árkok és gödrök ásásán át a földalatti kitermelésig. Európában három bányát tartanak számon, amely a leginkább megőrizte a korabeli bányászati technikákat és ezért jól jellemzi a neolitikum technikai fejlődését. Az egyik Spiennes, a másik kettő Grime’s Graves Nagy-Britanniában és Krzemionki Lengyelországban. Két másik kovakőbánya, amely Spiennes-nel azonos korszakban működött, de kevésbé ismert, mint az előbbiek: Jablines Franciaországban és Rijckholt-Saint-Gertrude Hollandiában.
Spiennes-hez hasonlóan ezeket a bányákat is a bányaművelési technikák változatossága jellemzi, többek között földalatti járatok használata a kovakő megközelítésére és kitermelésére. Azonban a bányák jelentősen eltérnek egymástól a kitermelés ideje, nagysága és szervezettsége tekintetében. A nagy-britanniai Grime's Graves teljes területe 37 hektár, vagyis kevesebb mint fele Spiennes-nek. A kitermelés ideje jelentősen eltér Spiennes-től és inkább az angol késő neolitikum - kora bronzkori bányászati technikákra jellemző (i. e. 3000-1500). Ennek megfelelően inkább kiegészíti a spiennes-i bányákből beszerzett információkat és bemutatja a bányászati technikák továbbfejlesztését. A két bányaterület jelentősen eltér egymástól a földalatti kitermeléshez kifejlesztett technikák tekintetében is: Spiennes-nél az akna rendkívül keskeny, egy emberre méretezett, míg Grime' Graves bányáinál nem ritkák a 12-15 méter átmérőjű aknák, amelyek a látogatóknak is nyitva állnak.
A lengyelországi Krzemionki bányái már jobban összehasonlíthatók Spiennes-nel: nagyjából azonos időben működött (i. e. 3100-2800 között) és a kitermelési technikák is hasonlóan változatosak. Területe jóval kisebb, mint Spiennes (kb. 25 hektár) és a legmélyebb földalatti akna sem megy 7,5 méter mélység alá. Ehhez jön még, hogy a bányák teljes területének mintegy ötöde elveszett egy nagysebességű vasútvonal építése során.
A Rijckholt-Saint-Gertrude bánya, amely Hollandia déli részén, Limburg tartományban található, szintén kb. 25 hektáros kiterjedésű és bizonyos tekintetben megegyezik Spiennes-nel: a bányászok itt is keskeny aknákat ástak a földalatti tárnák megközelítésére, amelyek hasonló mélységben húzódnak. A bánya megközelítésére egy betonfolyosót építettek, amely részben lerombolta a meglévő mészkőalagutakat és nem alkalmas a korabeli bányászati technikák, elsősorban a keskeny akna bemutatására.
Összefoglalva, az európai kovakőbányák közül Spiennes a legnagyobb, a legrégebbi és ahol a legváltozatosabb bányászati technikákat alkalmazták, valamint a legjobban őrizte meg a neolitikum bányászati technikáit, amelyek a legegyszerűbbektől a legbonyolultabbik terjednek. További jelentősége Spiennes-nek, hogy jelentős mennyiségű agyagedény, emberi és állai maradványokat, valamint a felhasznált szerszámok és a kitermelt kovakő maradványait tárták fel, amely jelentős mértékben segített megérteni és értelmezni a bánya működését.

## Bányaművelés a neolitikumban

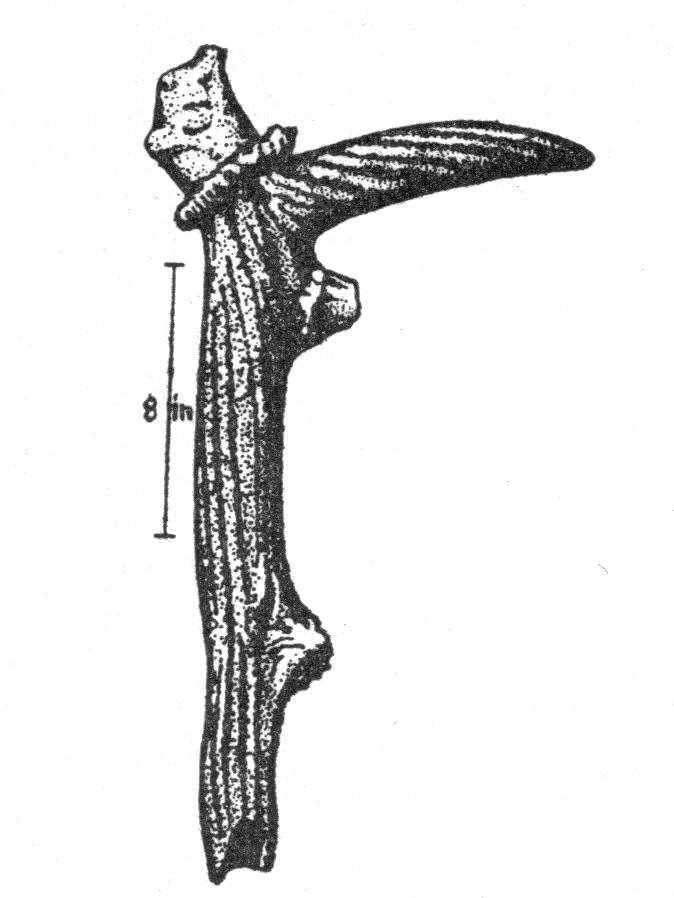
Szarvasagancsból készült csákány, ehhez hasonló eszközökkel vájták ki a spiennes-i bányák járatait

A kitermelés első szakaszában feltehetően csak a felszínen található köveket gyűjtötték össze , majd kisebb-nagyobb gödröket ástak. Amint a felszíni kitermelés lehetőségei kimerültek, a bányászok kb. 8-11 méter mély aknákat ástak és ebből nyitották meg a 2-5 méter hosszú tárnákat. A "Camp-Cayaux" nevű bányában 16 méter mély aknákat is feltártak.
A bányák környékén két méter hosszú kövakődarabokat is feltártak, amelyeket a franciául „foudroyage”-nak vagy angolul „top slicing”-nak nevezett technológiával termelték ki.() Ennek lényege, hogy a függőleges aknából vízszintes járatot ástak a nagyobb kövek alá, miközben azokat fadarabokkal aládúcolva tartották meg a helyükön. A járat teljes hosszának (2-5 méter) és a kellő szélesség elérése után a fatámasztékokat kirántották, így a kövek a járat mennyezetéről lehullva hozzáférhetővé váltak.
Az aknákat és a tárnákat kovakő csákányokkal és szarvasagancsba illesztett kovakő tüskékkel ásták ki és szintén szarvasagancsból készült lapátokkal távolították el a meddőt. A bányászok nemcsak kitermelték a nyersanyagot, hanem a helyszínen nagyjából meg is munkálták az egyes darabokat - ebből a tevékenységből származó törmelék alapján lehetséges a megmunkálási technikák rekonstruálása is. A termelést a nagyjából balta nagyságú darabok dominálták, amelyek meglehetősen egységes technikával készültek és a bányától akár 160 km-es távolságra is szállították.

### Földalatti bányaművelési technikák Spiennes-nél
A spiennesi bányászok meglehetősen egyöntetű technológiát fejlesztettek ki a földalatti kovakőlelőhelyek elérésére. A nagyjából kör alakú aknákat függőlegesen mélyítették a földbe, amíg a kívánt kovatelepet el nem érték. Az aknáből a különböző irányba szétágazó tárnák vezetnek minden irányba, hogy a bányászoknak lehetősége legyen számos telért elérni - ezek a tárnák szinte mindenhol összeköttetésben vannak egymással.
A függőleges aknák keskenysége a spiennes-i bányák egyik jellegzetessége: szélességük általában 80 és 130 cm között váltakozik és csak egy feltárt aknánál éri el a 200 cm-t. Az aknák néhány kivételtől eltekintve függőlegesek. Az aknák mélységét a terep adottságai és a kova elhelyezkedése befolyásolta: Petit-Spiennes-nél a lösz akár a 7,5 méteres mélységet is elérhette, és ezen kellett keresztülásni. A Camp-à-Cayeux részen a helyzetet némileg módosítja, hogy a lösz nem annyira vastag, de a mészkőben mélyebben helyezkednek el a kovatelérek. Ennek megfelelően az aknák mélysége 3 - 16 méter között változik.
A tárnák szélessége és hossza a mészkő adottságainak megfelelően változatos, de általában rövidek. Feltehetően a bányászok előnyben részesítették a napfényt a munkálatok során, illetve biztonságosnak tartották a rövidebb tárnák használatát és inkább több aknát ástak. A tárnák magassága mindig a kovakőtelér vastagságától függött és optimális elérést biztosított.
Az aknák Petit-Spiennes-nél általában alig egy méter szélesek és 8-10 méter mélységben egy kb. 3 méter magas szobában végződtek, ide érkeztek a bányászok leereszkedés után. Ebből a szobából nyíltak a tárnák, ahol maga a kova kitermelése folyt. A tárnák magassága 1,4 és 1,8 méter között váltakozott és legnagyobb hosszuk 2,7 méter. A kova itt 10–30 cm hosszú darabokban, kb. 7%-os koncentrációban található (vagyis a kitermelt anyag tömegének 93%-a meddő). Ezek az aknák kb. i. e. 4400-4000 között voltak kialakítva.

## Látogatás
A múzeum április 1-október 31 között, hétfő kivételével minden nap 10-16 óra között van nyitva. Ugyanebben az időben kedd-pénteken a feltárásokat és a bányákat is meg lehet látogatni.
A bányákban télen-nyáron egyenletes, 8-10 fok körüli hőmérséklet uralkodik, a bányába egy 8 méter hosszú létrán lehet leereszkedni, ezért megfelelő túraöltözet ajánlott. 12 évesnél fiatalabb gyermekek még szülői felügyelet mellett sem látogathatják a bányát. Térkép és útleírás a bányák hivatalos oldalán található.

## További ásatások
A bányák területén ma is ásatások folynak két helyszínen. Petit-Spiennes közelében egy 9 méter mély aknát tárnak fel jelenleg, amelyben emberi maradványokat is találtak. Az aknát feltöltő meddőrétegek elemzésével a bányászati technikák fejlődését is vizsgálni tudják.

## Külső hivatkozások
- További képek az UNESCO oldalán
- Silex'S - múzeum és látogatóközpont
- Rövidfilm a bányákról